# 比韦尔和塞拉泰克斯
比韦尔和塞拉泰克斯，是西班牙加泰罗尼亚巴塞罗那省的一个市镇。总面积67平方公里，总人口189人（2001年），人口密度3人/平方公里。